# ポールディング級駆逐艦
ポールディング級駆逐艦（英語: Paulding-class destroyers）は、アメリカ海軍の駆逐艦の艦級。

## 設計
本級は、1906年・1907年度計画で建造されたスミス級を元にした発展型である。最大の変更点がボイラーで、スミス級を含めて従来のアメリカ駆逐艦が石炭焚きであったのに対し、本級では重油専焼型に変更された。燃料消費率の低減により、計画航続距離は16ノットで3,000海里に延伸された。
主機関は、大部分の艦ではスミス級と同様のパーソンズ直結タービンが採用された。これは3軸推進で、中央軸に高圧タービン、左舷軸に低圧タービンと高圧巡航タービン、右舷軸に低圧タービンと低圧巡航タービンを結合する構成であった。ただし出力は、10,000馬力から12,000馬力へと強化されている。また一部の艦ではカーチス直結タービンないしツェリー直結タービン2基による2軸推進方式が採用された。また「ヘンリー」では、カーチス直結タービン2基のほかに、巡航用としてレシプロ蒸気機関2基を搭載する構成が試みられた。なお本級は4本煙突が基本であるが、建造所によって一部は3本煙突型とされている（DD-24～27,30～32, 34, 36, 37, 40）。
艦砲はスミス級と同様で、50口径3インチ砲5門をは艦橋前方と1番煙突の両舷および後檣の前後に装備した。一方、魚雷発射管については、次発魚雷用格納庫を廃止した代わりに連装化されており、斉射時の雷撃力強化にも役立っていた。

## 同型艦
本級は、1908年・1910年度計画に基づき、米海軍として初めて大量建造が行われた。海軍で運用された後、一部が沿岸警備隊へ転籍し、残りはスクラップとして売却された。
- ポールディング (USS Paulding, DD-22)

由来の人物は、米英戦争から南北戦争までの間に指揮官・軍政官として活動したハイラム・A・ポールディング少将。
バス鉄工所にて1909年7月24日起工、1910年4月12日進水、1910年9月29日就役。1919年8月退役。沿岸警備隊に1924–30年従事後、1934年解体。
- ドレイトン (USS Drayton, DD-23)

由来の人物は、南北戦争中に装甲艦モニター等の艦船建造を指揮したパーシバル・ドレイトン大佐。
バス鉄工所にて1909年8月19日起工、1910年8月22日進水、1910年10月29日就役。1919年11月17日退役後、1935年解体。
- ロー (USS Roe, DD-24)

由来の人物は、南北戦争中に南軍封じ込めの通商破壊戦に従事し、艦長を歴任したフランシス・A・ロー少将。
ニューポート・ニューズ造船所にて1908年8月3日起工、1909年7月24日進水、1910年9月17日就役。1919年12月退役。沿岸警備隊に1924–30年従事後、1934年解体。
- テリー (USS Terry, DD-25)

由来の人物は、南北戦争中にミシシッピ川駐留部隊司令部に在職し、戦後士官教育を推進したエドワード・A・テリー大佐。
ニューポート・ニューズ造船所にて1909年2月8日起工、1909年8月21日進水、1910年10月18日就役。1919年11月13日退役。沿岸警備隊に1924–30年従事後、1934年解体。
- パーキンス (USS Perkins, DD-26)

由来の人物は、南北戦争中に砲艦カユガ号を指揮し、サバンナ港外のジャクソン砦の突破に成功したジョージ・H・パーキンス中佐。
フォアリバー造船所にて1909年3月22日起工、1910年4月9日進水、1910年11月18日就役。1919年12月5日退役後、1935年解体。
- スタレット (USS Sterett, DD-27)

由来の人物は、第一次バーバリ戦争に参戦し、ポラッカ号との海戦で戦死したエンタープライズ号船長アンドリュー・スターレット。
フォアリバー造船所にて1909年3月22日起工、1910年5月12日進水、1910年12月15日就役。1919年12月9日退役後、1935年解体。
- マッコール (USS McCall, DD-28)

由来の人物は、米英戦争中にボクサー号と戦い、拿捕に成功したエンタープライズ号船長エドワード・R・マッコール。
ニューヨーク造船所にて1909年6月8日起工、1910年6月4日進水、1911年1月23日就役。1919年12月12日退役。沿岸警備隊に1924–30年従事後、1934年解体。
- バロウズ (USS Burrows, DD-29)

由来の人物は、米英戦争中にボクサー号と戦い、重傷を負って戦病死したエンタープライズ号乗組士官ウィリアム・W・バロウズ大尉。
ニューヨーク造船所にて1909年6月19日起工、1910年6月23日進水、1911年2月21日就役。1919年12月12日退役。沿岸警備隊に1925–31年従事後、1934年解体。
- ウォリントン (USS Warrington, DD-30)

由来の人物は、米英戦争に従軍し、事故死したトマス・ギルマー海軍長官の代行など軍政に従事したルイス・ウォリントン代将。
ウィリアム・クランプ・アンド・サンズにて1909年6月21日起工、1910年6月18日進水、1911年3月20日就役。1920年1月31日退役後、1935年解体。
- メイラント (USS Mayrant, DD-31)

由来の人物は、独立戦争中にヨーロッパで活動中のジョン・ポール・ジョーンズ提督の補佐官を務めたジョン・メイラント大佐。
ウィリアム・クランプ・アンド・サンズにて1909年4月22日起工、1910年4月23日進水、1911年7月12日就役。1919年12月12日退役後、1935年解体。
- モナハン (USS Monaghan, DD-32)

由来の人物は、サモア諸島の治安維持活動中に現地人との争乱で戦死したフィラデルフィア乗組士官ジョン・R・モナハン少尉。
ニューポート・ニューズ造船所にて1910年6月1日起工、1911年2月18日進水、1911年6月21日就役。1919年11月4日退役。沿岸警備隊に1924–31年従事後、1934年解体。
- トリップ (USS Trippe, DD-33)

由来の人物は、第一次バーバリ戦争時に最前線の地中海で歴戦を重ねたエンタープライズ号船長ジョン・トリップ。
バス鉄工所にて1910年4月12日起工、1910年12月20日進水、1911年3月23日就役。1919年11月6日退役。沿岸警備隊に1924–31年従事後、1934年解体。
- ウォーク (USS Walke, DD-34)

由来の人物は、南北戦争中に北軍軍艦の艦長を歴任し、河川沿岸の制圧と陸軍部隊支援に従事したヘンリー・A・ウォーク少将。
フォアリバー造船所にて1910年3月5日起工、1910年11月3日進水、1911年7月22日就役。1919年12月12日退役後、1935年解体。
- アムメン (USS Ammen, DD-35)

由来の人物は、南北戦争時にフィッシャー砦の戦いに参加し戦後は艦船建造・中南米航路開拓等の軍政に従事したダニエル・アムメン少将。
ニューヨーク造船所にて1910年3月29日起工、1910年9月20日進水、1911年5月23日就役。1919年12月11日退役。沿岸警備隊に1924–31年従事後、1934年解体。
- パターソン (USS Patterson, DD-36)

由来の人物は、擬似戦争から米英戦争にかけて地中海で艦隊を構成する艦船の船長を歴任したダニエル・パターソン大佐。
ウィリアム・クランプ・アンド・サンズにて1910年3月29日起工、1911年4月29日進水、1911年10月11日就役。1919年1月1日退役。沿岸警備隊に1924–30年従事後、1934年解体。
- ファニング (USS Fanning, DD-37)

由来の人物は、独立戦争中にヨーロッパ沿岸でボンノムリシャール号乗組士官として歴戦したナサニエル・ファニング大尉。
ニューポート・ニューズ造船所にて1911年4月29日起工、1912年1月11日進水、1912年6月21日就役。1919年11月24日退役。沿岸警備隊に1924–30年従事後、1934年解体。
- ジャーヴィス (USS Jarvis, DD-38)

由来の人物は、擬似戦争中にコンステレーション号とラ・ヴァンジャンス号の海戦で戦死した少年士官見習いジェームズ・C・ジャーヴィス。
ニューヨーク造船所にて1911年7月1日起工、1912年4月4日進水、1912年10月22日就役。1919年11月26日退役後、1935年解体。
- ヘンリー (USS Henley, DD-39)

由来の人物は、擬似戦争より従軍し、米英戦争後にカリブ海で私掠船掃討に従事したロバート・ヘンリー大佐。
フォアリバー造船所にて1911年7月17日起工、1912年4月3日進水、1912年12月6日就役。1919年12月12日退役。沿岸警備隊に1924–31年従事後、1934年解体。
- ビール (USS Beale, DD-40)

由来の人物は、西部開拓のために交通路網の調査・インディアン掃討に従事した退役海軍軍人エドワード・F・ビール。
ウィリアム・クランプ・アンド・サンズにて1911年5月8日起工、1912年4月30日進水、1912年8月30日就役。1919年10月25日退役。沿岸警備隊に1924–30年従事後、1934年解体。
- ジョーエット (USS Jouett, DD-41)

由来の人物は、南北戦争時にメタコメット号艦長として参戦し、戦後パナマ事変鎮圧に派遣されたジェームズ・E・ジョーエット少将。
バス鉄工所にて1911年3月7日起工、1912年4月15日進水、1912年5月24日就役。1919年11月24日退役。沿岸警備隊に1924–31年従事後、1935年解体。
- ジェンキンス (USS Jenkins, DD-42)

由来の人物は、南北戦争時に西湾封鎖中隊の首席参謀としてモービル湾の海戦に参加したソーントン・A・ジェンキンス少将。
バス鉄工所にて1911年3月24日起工、1912年4月29日進水、1912年6月15日就役。1919年10月31日退役後、1935年解体。